# Glasögonvävare
Glasögonvävare (Ploceus ocularis) är en fågel i familjen vävare inom ordningen tättingar. Den förekommer i centrala och södra Afrika. Beståndet anses vara livskraftigt.

## Utseende och läte
Glasögonvävaren är en ostreckad bjärt gul vävare med grönt på vingar, rygg och stjärtens ovansida. På huvudet syns en tunn svart näbb och en svart banditmask kring ljust öga. Hanen har vidare en svart strupfläck. Mycket lika arten olivnackad vävare har tjockare näbb och mer kastanjebrunt på huvud och bröst. Lätet är ett distinkt fallande "tee-tee-tee-tee-tee...".

## Utbredning och systematik
Glasögonvävaren förekommer i stora delar av centrala och södra Afrika. Den delas in i tre underarter med följande utbredning:
- Ploceus ocularis crocatus – förekommer från Kamerun till sydligaste Sydsudan och sydvästra Etiopien söderut till Angola och genom Östafrika väster om Rift Valley till nordöstra Namibia, norra Botswana, Zambia (väster om Muchingabergen) och nordvästra Zambia
- ocularis-gruppen
  - Ploceus ocularis suahelicus – förekommer från östra Kenya till östra Tanzania, östra Zambia, Malawi och norra Moçambique
  - Ploceus ocularis ocularis – förekommer i östra Sydafrika, Swaziland och Moçambique söder om Limpopofloden.

## Levnadssätt
Glasögonvävaren hittas i savann, skogsbryn och buskmarker, men undviker tätare skog. Den ses enstaka eller i par.

## Status
Arten har ett stort utbredningsområde och beståndet anses stabilt. Internationella naturvårdsunionen IUCN listar den därför som livskraftig (LC).

## Bilder

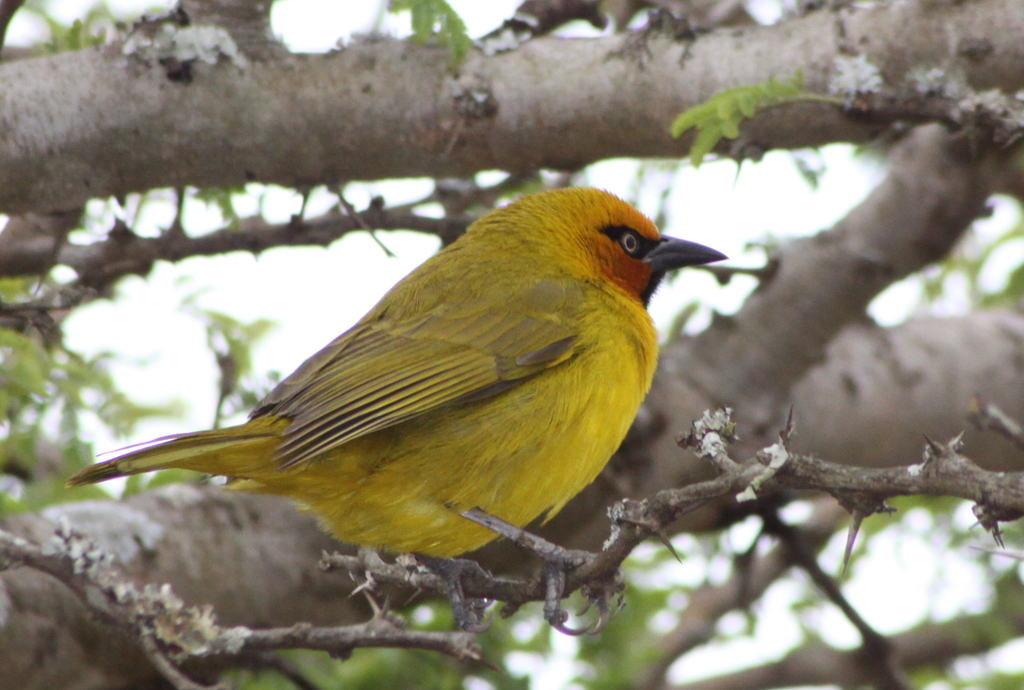
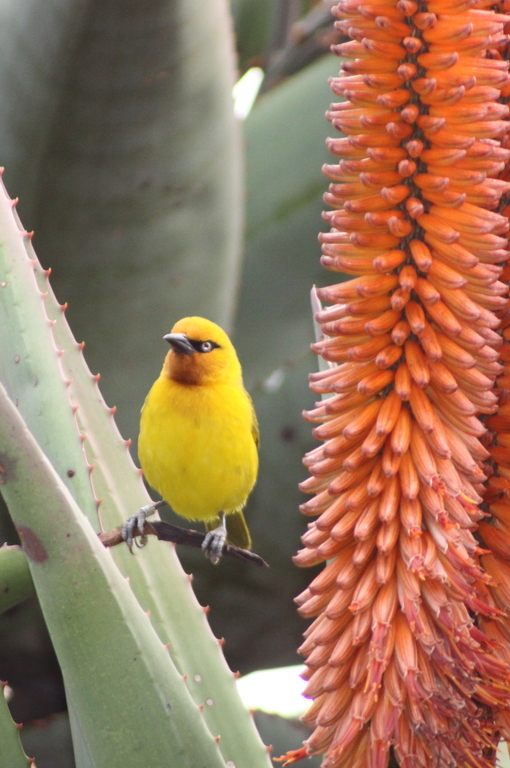
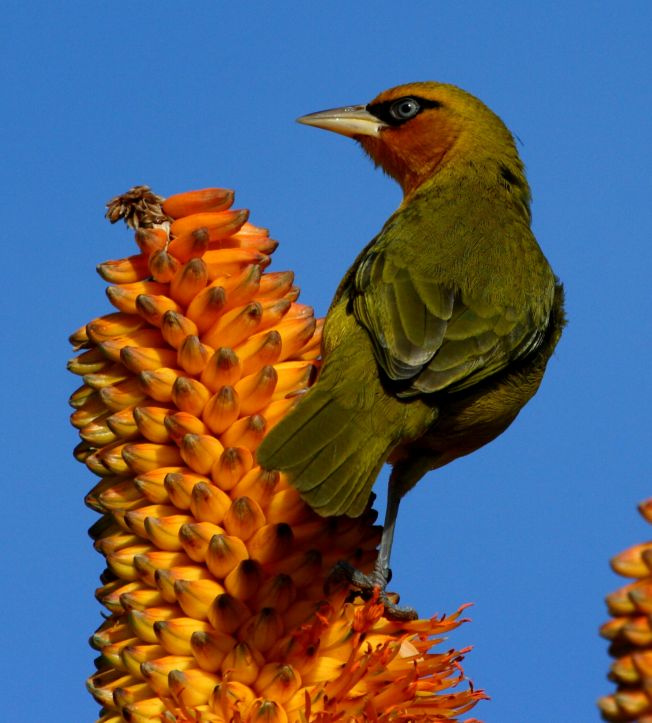